# قرار مجلس الأمن التابع للأمم المتحدة رقم 1547
قرار مجلس الأمن التابع للأمم المتحدة 1547، الذي اتخذ بالإجماع في 11 يونيو 2004، بعد الترحيب بالتزام الحكومة السودانية وجيش التحرير الشعبي السوداني (SPLA / M) بالعمل من أجل وقف كامل لإطلاق النار واتفاق سلام لإنهاء الحرب الأهلية السودانية الثانية أنشأ المجلس فريق الأمم المتحدة المتقدم في السودان للتحضير لعملية مستقبلية للأمم المتحدة بعد توقيع اتفاقية السلام الشامل. قسمت الإشارة الموجزة إلى الوضع في منطقة دارفور أعضاء المجلس، حيث ذكرت الجزائر والصين وباكستان أن القرار يجب أن يركز فقط على عملية السلام، بينما أكد ثلثي المجلس الآخرين أنه يجب أن يغطي عملية السلام والوضع في دارفور.
وأشاد مجلس الأمن بعمل الهيئة الحكومية الدولية المعنية بالتنمية (إيقاد) وغيرها لدورها في عملية السلام. وحثت الأطراف المعنية على سرعة إبرام اتفاق سلام، وأدانت جميع انتهاكات حقوق الإنسان والقانون الدولي الإنساني وأعمال العنف. كان هناك قلق من الأثر الإنساني للحالة على السكان المدنيين في السودان.
وقد أنشأ القرار فريقا متقدما بقيادة الممثل الخاص للأمين العام لفترة أولية مدتها ثلاثة أشهر لتسهيل الاتصالات بين الطرفين وتقديم الدعم بعد توقيع اتفاق السلام الشامل. وفي الوقت نفسه، كان المجلس يعتزم إنشاء عملية دعم لتيسير تنفيذ اتفاق السلام، وطلب إلى الأمين العام كوفي عنان تقديم توصيات بشأن تكوينه وولايته والتحضير لنشره.
وشدد المجلس أيضا على أهمية وجود قدرة إعلامية فعالة عن طريق الإذاعة والتلفزيون والصحف من أجل تعزيز عملية السلام ودور الأمم المتحدة. وحث الطرفين على إنهاء العنف في منطقة دارفور وأعالي النيل ومناطق أخرى.

## روابط خارجية
- نص القرار في undocs.org